# シャルル＝エドゥアール・ブラウン・セカール

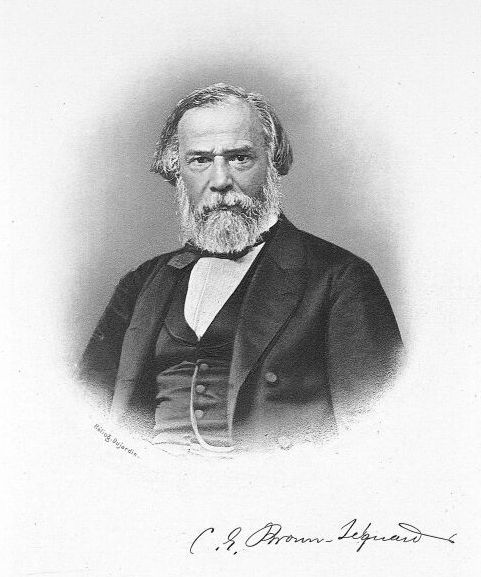

シャルル＝エドゥアール・ブラウン・セカール (Charles-Édouard Brown-Séquard、1817年4月8日 - 1894年4月2日）は、フランスの医学者、生理学者である。ブラウン・セカール症候群などを発見した。1861年クルーニアン・メダル受賞。